# Fabiana imbricata
Fabiana imbricata ist eine Pflanzenart aus der Gattung Fabiana in der Familie der Nachtschattengewächse (Solanaceae). Handelsname oft Pichi Pichi.

## Beschreibung
Fabiana imbricata ist ein Strauch mit einer Höhe von bis zu 3,5 m. An den Hauptzweigen stehen dachziegelartig angeordnet eiförmige, verkahlende Laubblätter. Die Blüten stehen endständig und sind nahezu aufsitzend, die Blütenstiele sind nur 0,5 bis 1,2 mm lang. Der Kelch ist becherförmig und mit stumpfen Kelchzähnen besetzt, er erreicht eine Länge von 2,5 bis 3 mm. Die Krone ist trichterförmig, meist weiß, ab und an jedoch auch hell lila, gelb oder bläulich und wird 14 bis 20 mm lang. Die Kronlappen sind abstehend oder zurückgebogen. Die Staubblätter sind zweigestaltig, die Staubbeutel eiförmig und 1,2 bis 1,5 mm lang, sowie 1 mm breit. Die Theken stehen getrennt. Die Narbe ist leicht gespalten.
Die Frucht ist eine etwa 6 mm lange Kapsel mit 1 bis 1,5 × 0,4 bis 0,5 × 0,3 mm großen Samen.
Die Chromosomenzahl beträgt 2n = 18.

## Verbreitung
Die Art wächst in Mittel-Chile, sowie in Patagonien und im Monte Argentiniens. Die Standorte liegen in Höhen von 750 bis 3200 m.

## Nutzung
Der Strauch findet in der südamerikanischen Volksheilkunde gebrauch und wird in Chile bevorzugt als starkes Diuretikum eingesetzt. Angeblich soll die Droge einen wurmtreibenden Effekt auf Nutztiere ausüben. Die homöopathische Anwendung stellt ein Extrakt der Zweigspitzen oder der Rinde in Form einer Urtinktur dar.
Die Indianer Nordchiles verräuchern Fabiana in rituellen Zeremonien, um so unwillkommene Geister und Dämonen fernzuhalten. Der inhalierte Rauch soll leichte Euphorie verursachen und im kulturellen Rahmen wohl „ekstatische“ Berauschung auslösen können.